# Battersea Bridge
Battersea Bridge är bågbro med fem spann, tillverkad i järn och granit, som sträcker sig över floden Themsen i London. Den ligger i en skarp krök i floden och förbinder Battersea söder om floden med Chelsea i norr. Bron ersatte en färjetrafik som hade trafikerats nära platsen åtminstone sedan mitten av 1500-talet. Bron öppnades 21 juli 1890. Den smalaste bevarade vägbron över Themsen i London och är en av Londons minst trafikerade Themsen-broar. Läget i en krök i älven gör bron till en fara för sjöfarten, och den har stängts många gånger på grund av kollisioner.

## Historik
I Chelsea cirka 4,8 km väster om Westminster på norra stranden av Themsen, har funnits som en bosättning sedan åtminstone anglosaxisk tid. Themsen böjer sig vid denna punkt i en skarp vinkel från ett syd–nord till ett öst–västligt flöde, och den långsamt rörliga och relativt lätt förda floden här tros allmänt vara platsen för Julius Caesars korsning av Themsen under invasionen av Storbritannien 54 f.Kr.   Chelsea hade bra väg- och flodförbindelser till regeringssätet i Westminster och Londons kommersiella centrum sedan åtminstone 1300-talet.  Det var ett centrum för den brittiska porslinsindustrin, och en stor tillverkare av bakverk  – under högsäsong såldes nästan 250 000 Chelsea-bullar per dag.  På 1700-talet hade samhället ett stort antal mycket välmående invånare.
Battersea, listad som Patricesy (St Peter's Water) i Domesday Book och första gången nämnts i register från 693 e.Kr., på flodens södra strand mittemot Chelsea, var däremot låg och sumpig mark, utsatt för översvämningar. Förhållandena var idealiska för att odla sparris och lavendel och en liten marknadsstad växte upp i området baserad på sparris- och lavendelindustrin.
Även om Chelsea och Battersea hade varit förbundna med färja sedan åtminstone 1550, var de närmaste fasta förbindelserna mellan de två Putney Bridge, 4,0 km uppströms och öppnad 1729,  och Westminster Bridge, 4,8 km nedströms, öppnad 1746. År 1763 köpte John, Earl Spencer, herrgården Battersea, och förvärvade därmed äganderätten till färjetrafiken mellan Chelsea och Battersea.
Färjan var gammal och något farlig, och det 1766 bildade Spencer Battersea Bridge Company och sökte och fick parlamentariskt medgivande att bygga "en fin stenbro" över Themsen. Bron skulle byggas mellan Cheyne Walk och Battersea, vid den punkt där flodens streckning svänger skarpt österut mot Westminster, till en beräknad kostnad av 83 000 GBP (cirka 12 939 000 GBP 2023). Earlen hade räknat med att många lokala invånare skulle investera i projektet, men fann snart att det fanns en utbredd skepsis mot upplägget. Endast 15 investerare, inklusive Earlen själv, var villiga att investera, och totalt endast 17 662 GBP (cirka 2 613 000 GBP 2023) samlades in, mycket mindre än vad som behövdes för att finansiera det ambitiösa projektet.
Efter många förseningar och bakslag öppnade en ny bro vid Vauxhall (som ursprungligen fick namnet Regent Bridge efter George, Prince Regent, men kort därefter omdöpt till Vauxhall Bridge) den 4 juni 1816. Men Vauxhall Bridge Company misslyckades med att betala den överenskomna kompensationen till Battersea Bridge Company och ställdes inför domstol. Efter en juridisk tvist som varade i fem år, fälldes en dom till förmån för Battersea Bridge Company, där Vauxhall Bridge Company ålades att betala 8 234 GBP (cirka 747 000 GBP 2023) i ersättning.
En mer modern och bekväm konkurrerande bro öppnade i närheten vid Chelsea Bridge 1858, och användningen av Battersea Bridge minskade kraftigt. Det fanns allvarliga offentliga farhågor om brons säkerhet vid det här laget, efter en incident 1844 där en kvinna mördades på bron med tanke på en av vägtullarna, som inte ingrep eftersom båda parter hade betalat sina avgifter.

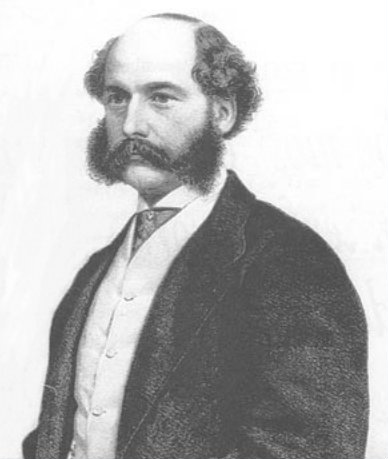
Joseph Bazalgette

Den nya Albert Bridge öppnade 1873, mindre än 450 m från Battersea Bridge. Medveten om vilken inverkan den nya bron skulle ha på äldre brons ekonomiska bärkraft, tvingade 1864 års lag från parlamentet som godkände Albert Bridge Company till att köpa Battersea Bridge vid tidpunkten för den nya brons öppnande och för att kompensera ägarna av Battersea Bridge med 3 000 GBP (cirka 314 000 GBP 2023) per år tills den nya bron öppnade, och så köptes Battersea Bridge direkt av Albert Bridge Company 1873. Vid denna tidpunkt var bron i extremt dåligt skick och det kom många uppmaningar från lokala invånare om att den skulle rivas. Som en tillfällig åtgärd stärkte Albert Bridges arkitekt Rowland Mason Ordish brons fundament med betong medan debatten fortsatte om dess framtid.
Metropolis Toll Bridges Act antogs 1877, vilket gjorde det möjligt för Metropolitan Board of Works att köpa alla Londonbroar mellan Hammersmith och Waterloo Bridge och befria dem från vägtullaroch 1879 köpte Board of Works Albert och Battersea-broar för en en sammanlagd kostnad på 170 000 GBP (cirka 18 389 000 GBP 2023) och vägtullarna togs bort från båda broarna.
Inspektioner av chefsingenjören för Metropolitan Board of Works, Sir Joseph Bazalgette, efter köpet visade att Battersea Bridge var i så dåligt skick att den inte gick att reparera på ett säkert sätt. År 1883 begränsades den till endast fotgängare, och 1885 revs den för att ge plats åt en ny bro ritad av Bazalgette.

## Nya Battersea Bridge

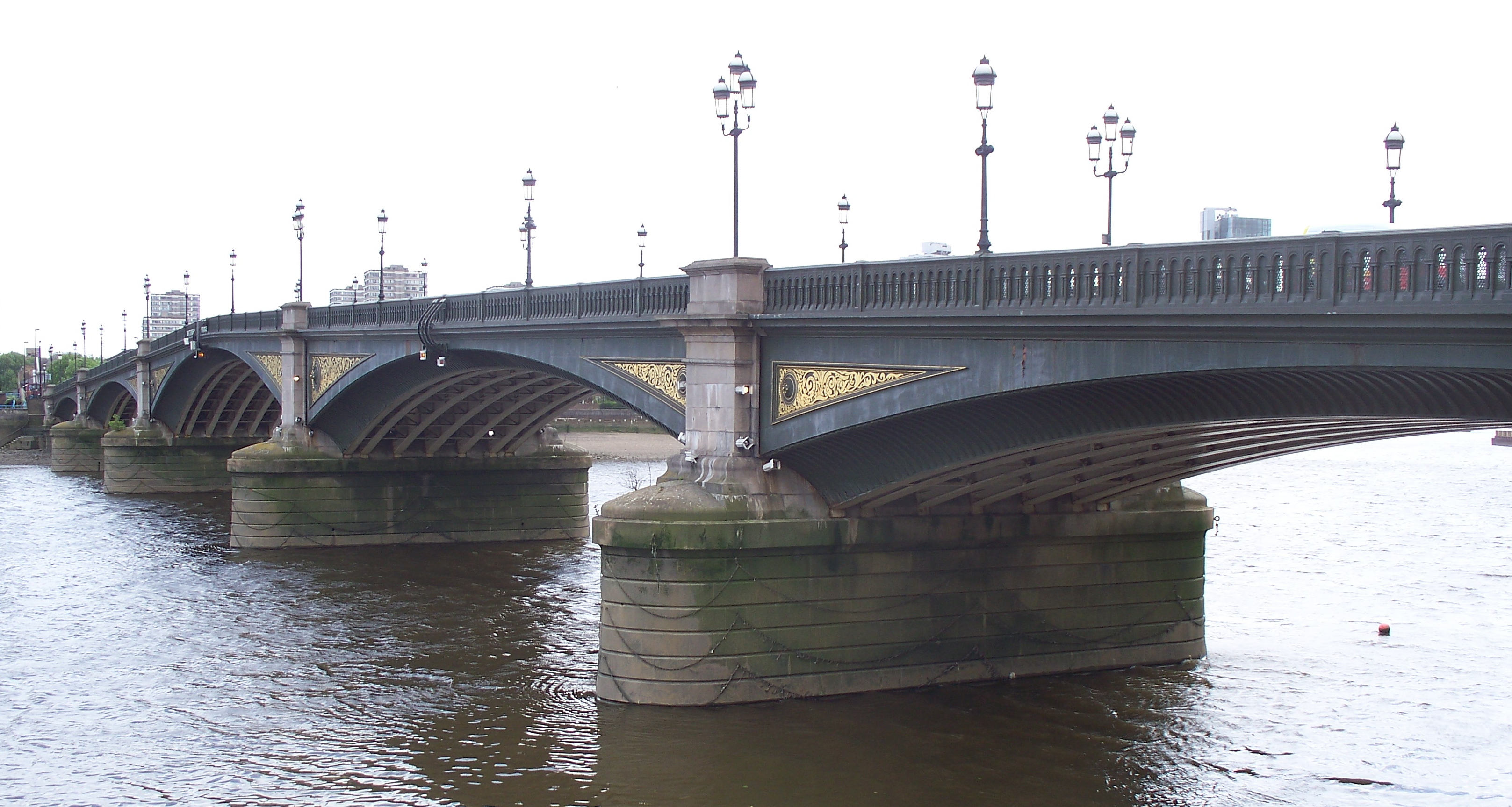
Nya Battersea Bridge

Kontraktet att bygga den nya bron tilldelades John Mowlem & Co, och i juni 1887 lade hertigen av Clarence en ceremoniell grundsten i södra distansen och byggnadsarbetet påbörjades. Bazalgettes konstruktion omfattar fem valv med gjutjärnsgaller, på granitpirer som i sin tur vilar på betongfundament. Själva vägbanan är 7,3 m bred och 2,4 m breda gångvägar är fribärande på vardera sidan av bron, ger bron en total bredd på 12 m. Balustraden är ett galler i distinkt morisk stil. Byggnadsarbetet övervakades av Bazalgettes son Edward, och kostade totalt 143 000 GBP (cirka 16 743 000 GBP 2023).
Den 21 juli 1890 öppnades bron officiellt av den framtida premiärministern Lord Rosebery, då ordförande för det nybildade London County Council. Till skillnad från sin föregångare fick den nya bron officiellt namnet Battersea Bridge. Även om vägen var smal, körde spårvagnar på den från början. Till en början var dessa hästdragna, men från den 22 juni 1911 introducerades de elektriska spårvagnarna från London County Council Tramways. 
Med bara 12 m bredd är Bazalgettes bro nu Londons smalaste kvarvarande vägbro över Themsenoch 2004 var den den femte minst använda Themsen-bron i London. År 1983 utsågs bron till en klass II-listad struktur, som skyddar dess karaktär från ytterligare förändringar och 1992 övervakade English Heritage ett projekt för att renovera bron, som under några år hade målats blått och rött. 
Färgprover analyserades och fotografier från öppnandet konsulterades och bron återställdes till sitt ursprungliga utseende. Huvuddelen av bron var målad i mörkgrönt, med spandlarna dekorerade i förgyllning. Lampstandarderna, som hade tagits bort under andra världskriget, ersattes med repliker kopierade från de kvarvarande stolparna vid ändarna av bron. En staty gjord av James McNeill Whistler av Nicholas Dimbleby restes i norra änden av bron 2005.